# Hartenreuth
Hartenreuth ist ein Gemeindeteil des Marktes Gößweinstein im Landkreis Forchheim (Oberfranken, Bayern).

## Geografie
Das Dorf in der Wiesentalb befindet sich etwa dreieinhalb Kilometer südwestlich von Gößweinstein auf 498 m ü. NHN.

## Geschichte
Bis zum Beginn des 19. Jahrhunderts unterstand Hartenreuth der Landeshoheit des Hochstifts Bamberg. Die Dorf- und Gemeindeherrschaft übte dessen Vogteiamt Gößweinstein aus. Als das Hochstift Bamberg infolge des Reichsdeputationshauptschlusses 1802/03 säkularisiert und unter Bruch der Reichsverfassung vom Kurfürstentum Pfalz-Baiern annektiert wurde, wurde Hartenreuth ein Teil der bei der „napoleonischen Flurbereinigung“ in Besitz genommenen neubayerischen Gebiete.
Durch die Verwaltungsreformen zu Beginn des 19. Jahrhunderts im Königreich Bayern wurde Hartenreuth mit dem Zweiten Gemeindeedikt 1818 ein Teil der Ruralgemeinde Leutzdorf. Im Zuge der Gebietsreform in Bayern wurde Hartenreuth mit der Gemeinde Leutzdorf zu Beginn des Jahres 1974 nach Gößweinstein eingemeindet. Im Jahr 1987 hatte Hartenreuth 77 Einwohner.

## Verkehr
Die Kreisstraße FO 37, die aus dem Westsüdwesten von Wichsenstein nach Durchqueren des Ortes in ostnordöstlicher Richtung nach Türkelstein weiterführt, bindet an das öffentliche Straßennetz an. Die Kreisstraße FO 23 verbindet den Ort mit Bieberbach im Westsüdwesten. Eine Gemeindeverbindungsstraße führt zum nördlichen Nachbarort Leutzdorf.